# Bulgaria en los Juegos Paralímpicos de Sídney 2000
Bulgaria estuvo representada en los Juegos Paralímpicos de Sídney 2000 por cuatro deportistas, tres hombres y una mujer.

## Medallistas
El equipo paralímpico búlgaro obtuvo las siguientes medallas:
| Nombre        | Deporte   | Evento            |
| ------------- | --------- | ----------------- |
| Oro           |           |                   |
| Ivanka Koleva | Atletismo | Peso F57 femenino |
| Plata         |           |                   |
| —             |           |                   |
| Bronce        |           |                   |
| —             |           |                   |